# 始反鳥屬
始反鳥（學名：Eoenantiornis）是真反鳥類下的一属，是反鳥亞綱內較為先進的成員中最古老的。它們生存於約1億2500萬年前的白堊紀早期。它們只有一個化石，是在中國遼寧義縣組發現。